# Hyloscirtus lindae
Hyloscirtus lindae es una especie de anfibios de la familia Hylidae.
Habita en la vertiente amazónica de los Andes en Colombia y Ecuador, en altitudes entre 2000 y 2500 m.
Sus hábitats naturales incluyen montanos secos, ríos, pastos, jardines rurales y zonas previamente boscosas ahora muy degradadas.
Está amenazada de extinción por la destrucción de su hábitat natural.